# Sa'ud bin Rashid Al Mu'alla
El jeque Saud bin Rashid Al Mualla (nacido el 1 de octubre de 1952) es el actual gobernante de la Umm Al Quwain, y también miembro del Consejo Supremo de los Emiratos Árabes Unidos.
Es hijo del jeque Rashid bin Ahmed Al Mu'alla II, y se convirtió en el gobernante de Umm Al Quwain el 2 de enero de 2009, tras la muerte de su padre.

## Biografía
Nacido el 1 de octubre de 1952, el jeque Saud recibió su educación elemental y primaria en Umm al Quwain antes de asistir a la escuela secundaria en Líbano. Se graduó con una licenciatura en Economía por la Universidad de El Cairo, Egipto en 1974.
Fue designado para el Ministerio de exteriores de EAU en 1973, y apoyado en el tribunal de Umm Al Quwain Amiri. Fue nombrado Comandante de la guardia de Umm Al Quwain Amiri en 1977. En 1979, fue nombrado jefe de la Umm Al Quwain Amiri Tribunal de Justicia (Diwan), y se convirtió en príncipe heredero en 1982.
- Datos: Q347571